# Менли Хол
Менли Палмер Хол (енгл. Manly Palmer Hall; Питерборо, 18 март 1901 — Лос Анђелес, 29 август 1990) био је канадски аутор, предавач, астролог и мистик. Познат је по свом делу из 1928. године Тајна учења свих епоха (енгл. The Secret Teachings of All Ages). У току своје 70-годишње каријере одржао је хиљаде предавања, укључујући два у Карнеги Холу, и објавио преко 150 књига. Основао је Филозофско-истраживачко друштво 1934. године у Лос Анђелесу, које је посветио „Трагаоцима истине свих времена”, са библиотеком, предаваоницом и издавачком кућом. Мноштво његових предавања се може наћи онлајн, а његове књиге се и даље штампају.

## Ране године
Менли П. Хол је рођен 1901. године у Питербору, Онтарио у Канади. Његови родитељи су били Луиза Палмер Хол, киропрактичар и члан Дружине Розенкројцера, и зубар Вилијам С. Хол. У младости Хол је тврдио да никада није упознао свог оца. У 1919. години Хол се сели из Канаде у Лос Анђелес, Калифорнију са својом бабом да би се поново ујединио са мајком која је живела у Санта Моници (енгл. Santa Monica). Хол је тада почео да се интересује за свет мистике, езотерична филозофија и њихови принципи. Хол је дубоко зашао у „загубљена учења и скривене традиције, златне стихове хиндуистичких богова, грчку филозофију, хришћанску мистику и спиритуална богатства унутар душе”. 

## Каријера
Хол је постао проповедник Народне цркве 1919. године у Тринити Аудиторијуму у центру града Лос Анђелеса. Заказао је своје прво предавање на тему реинкарнације. Хол је постављен за министра Народне цркве 17. маја. 1923, а „након пар дана касније проглашен за сталног свештеника”. Његова прва издања су садржала два мања памфлета, „Првосвештеников напрсник” (енгл. The Breastplate of the High Priest; 1920) и „Штапови и змије” (енгл. Wands and Serpents). Између 1921. и 1923. године написао је три књиге, „Иницирани Пламена” (енгл. The Initiates of the Flame) издата у октобру 1922. године, „Путеви Усамљених” (енгл. The Ways of the Lonely Ones) издата 1922. године и „Изгубљени кључеви масонерије” (енгл. The Lost Keys of Freemasonry) издата марта 1923. године. Хол није постао масон све до 1954. године, више од 30 година након првог издања књиге.
Почетком 1920-их, Каролин Лојд и њена ћерка Естел—чланови породице која је контролисала драгоцено нафтно поље у Округу Вентура, Калифорнија—почеле су да „шаљу велике количине њиховог нафтног прихода Холу”, који је користио тај новац за путовање и њим стекао знатну личну библиотеку античке књижевности. Његов „први пут око света за проучавање живота, традиције и религије људи у земљама Европе и Азије”, који је започет у 5. децембра 1923. године, је плаћен донацијама Каролине Лојд и њене конгрегације. Током 1930-их, користећи њихов новац, „Хол је путовао Енглеском и Француском где је набавио његову најобимнију колекцију ретких књига и рукописа алхемије и езотеричних области од лондонског аукционера Сотби и Компанија (енгл. Sotheby & Company)”. Због депресивних економских услова те ере, преко свог агента, Хол је успео да за разуму цену купи обиман број ретких књига и рукописа. Када је Каролин Лојд преминула 1946. године, Холу је оставила кућу, $15,000 и „отприлике $10,000 годишњих прихода удела светских највећих нафтних компанија током 38 година”.

### Тајна учења свих епоха
Хол је постао прилично познат и поштован као предавач и тумач древних списа и корисних и практичних елемената класичног идеализма, да је успешно апеловао, кроз своје огласе и усмених предавања, на средства за финансирање књиге која је касније била позната као Тајна учења свих епоха, чији оригинални трошак за објављивање је износио $150,000, иако се цена појединих примера разликовала. Пун назив књиге је Енциклопедијски преглед масонских, херметичких, кабалистичких и розенкројцерских симболичких филозофија: Тумачење Тајних учења скривених у ритуалима, алегоријама и мистеријама свих епоха. Према оригиналним уговорима о претплати, који су заведени у Филозофско-истраживачком друштву, издања су се продавала путем претплате за $75 на преобјављеној основи, али „подразумевало се да цена овог издања након испоруке штампара износи $100”. По условима претплате, $15 је за потипис споразума и за „баланс од $60 на четири месеца”. Х. С. Коркер Компанија у Сан Франциску је пристала да изда књигу „ако Хол успе да привуче пажњу Џон Хенри Неша (енгл. John Henry Nash), дизајнера књига који је радио као штампар у Ватикану”.
Након издавања књиге Хол „је од младог свештеника у Лос Анђелесу постао све утицајнија икона метафизичког покрета која је захватила целу државу 1920-их”. Његова књига је оспорила претпоставке о духовним коренима друштва и натерала људе да гледају на њих из другог угла. Хол је посветио своју књигу „ставу који се скривао у амблематичким фигурама, алегоријама, и древним ритуалима, да је тајна доктрина која се тиче унутрашњим мистеријама живота, а која је у потпуности сачувана међу малом групом иницираних умова”. Као што је један писац рекао: „Резултат је прелепа, нестварна књига мистериозних симбола, јасни есеји и живописни прикази митских звери која се уздижу из мора и анђеоских бића са лавовим главама које председавају суморним обредима иницијације у храмовима цивилизације предака осветљеним бакљама који су овладали скривеним моћима изван домета модерног човека”.
У 1988. години Хол је написао: „Највеће знање свих времена требало би да буде доступно двадесетом веку не само у издањима Бонове библиотеке у малом слову и отрцаном повезу, већ у књизи која је споменик, а не пуки сандук. Џон Хенри Неш се слаже са мном”.

### Каснија издања и предавања
Главне књиге које су уследиле су Дијонизиски проналазачи (енгл. The Dionysian Artificers; 1936), Масонерија старих египћана (енгл. Freemasonry of the Ancient Egyptians; 1937) и Масонски редови братства (енгл. Masonic Orders of Fraternity; 1950). У току своје 70-годишње каријере, Хол је одржао приближно 8,000 предавања у САД и иностранству, написао преко 150 књига и есеја, небројне чланке у часописима. Појављује се у филму Када сте рођени (енгл. When Were You Born; 1938), мистерија убиства која користи астрологију као кључну тачку радње. Хол је написао причу за филм (сценарио Ентони Колдвеј) и такође је заслужан за нарацију.
У 1942. години Хол је говорио на Тајној судбини Америке (енгл. The Secret Destiny of America) у Карнеги Хол-у, после је постала књига са истим насловом. У тој књизи, кроз серију прича, тврдио је да је тајна група филозофа створила идеју о Америци као земљи за верску слободну и самоуправу. Извештава се да је председник Роналд Реган у својим говорима и есејима усвојио идеје и фразе из књиге Тајна судбина Америке (1944) за своју алегоријску употребу „града на брду”.
Хол је 1945. године имао још једно успешно предавање у Карнеги Хол-у под насловом Платоново пророчанство о светској демократији.

## Лични живот
Хол и његови следбеници су се потрудили да никакве гласине и информације не настану које би могле да укаљају његов углед. Мало се зна о његовом првом браку 28. априла. 1930. године са Феј Б. де Равен, тада 28-годишњакиња, која је била његова секретарица током претходних пет година. Брак није био срећан, његови пријатељи никада нису причали о томе, а Хол је, након њеног самоубиства 22, фебруара 1941., уклонио приближно све податке о њој из својих листова. Након дугог пријатељства 5. децембра 1950. године Хол се оженио са Мари Швајкерт Бауер (након њеног развода од Џордџ Бауера), брак је био успешнији него први. Мари Швајкерт Бауер Хол је преминула 21. априла 2005. године.
У 1934. години Хол је основао Филозофско-истраживачко друштво у Лос Анђелесу, Калифорнија, 501(c)3 непрофитна организација, посвећена проучавању религије, митологије, метафизике и окултног. Филозофско-истраживачко друштво и даље одржава истраживачку библиотеку са преко 50,000 издања, а такође продаје и објављује метафизичке и духовне књиге, углавном оне чији је аутор Хол. Након његове смрти неке од ретких Холових књига о алхемији су продате, звог недостатка финансија, како би друштво наставило да функционише. Истраживачки институт Гети је стицањем колекције Менли Палмер Хол-а заузео је место водеће светске колекције алхемије, езотерије и херметике.
Хол је био витешки заштитник масонске истраживачке групе у Сан Франциску, са којом је био повезан и годинама пре него што је постао њихов члан. На 28. јун 1954. године Хол се иницирао као масон у Џул ложи бр. 374 (енгл. Jewel Lodge No. 374), Сан Франциско (данас Удружена ложа; енгл. The United Lodge); прошао 20. септембра 1954. и уздигнут 22. новембра 1954. године. Годину дана касније положио је Шкотски обред. Касније је добио 32° у долини Сан Франциска ААСР (СЈ). Хол је 8. децембра 1973. године (47 године након писања Тајна учења свих епоха) признат као 33° (највиши чин који му додељује Врховно веће Шкотског обреда) на церемонији одржаној у Филозофско-истраживачком друштву.

## Изабрани радови
- (1988) Симболи медитације у источном и западном мистицизму - Мистерије мандале (енгл. Meditation Symbols in Eastern & Western Mysticism-Mysteries of the Mandala)[20]
- (1923) Изубљени кључеви масонерије (енгл. The Lost Keys of Freemasonry)[21]
- (1922) Иницирани Пламена (енгл. The Initiates of the Flame), прва књига коју је издао Хол[22].
- Предавања из античке филозофије: Увод у практичне идеале (енгл. Lectures in Ancient Philosophy: An Introduction to Practical Ideals)
- (1980) Блажени анђели: монографија (енгл. The Blessed Angels: A Monograph)[23]
- (1942) Како разумети своју Библију (енгл. How to Understand Your Bible)[24]
- (1944) Тајна судбина Америке[25]
- (1944) Гуру од Његовог ученика - пут Истока (енгл. The Guru by His Disciple – The Way of the East)[26]
- Незванични списак свих књига Менли Палмер Хола[27]
- Комплетна PDF архива часописа Менли П. Хола: Свевидеће Око, Хоризонт и ПРС часопис (енгл. The All-Seeing Eye, Horizon, and PRS Journal)[28]
- Менли П. Хол: Ресурси и инспирације[29]
- Месечно писмо посвећено духовним и филозофским проблемима[30]
  - Атлантида, тумачење (енгл. Atlantis, An Interpretation)
  - Симболички есеји (енгл. Symbolic Essays)
  - Ноје и његова чудесна барка (енгл. Noah and His Wonderful Ark)